# Steep (відеогра)
Steep (укр. Крутий) — відеогра в жанрі екстремального спорту, розроблена командою Ubisoft Annecy та опублікована студією Ubisoft. Гра побачила світ 2 грудня 2016 року для платформ під управлінням Microsoft Windows, PlayStation 4 та Xbox One.
Для підрозділу Ubisoft Annecy розроблена на початку 2013 року Steep, стала їх першою оригінальною грою. Центральною локацією гри є гірські Альпи, де гравці можуть брати участь у кількох зимових та екстремальних спортивних дисциплінах, а саме: катання на лижах, сноуборді, парапланеризмі та планеризмі у костюмі-крило. Пізніше, завдяки контенту завантаження, було додано гори на Алясці, Японії та Кореї. Крім цього в гру додали політ на реактивному костюмі-крило, катання на санках, бейс-джампінг та спідглайдинг в якості додаткових видів спорту. Також, два розширення гри дозволили гравцеві взяти участь у Зимових X Games та Зимових Олімпійських іграх 2018 року. В цілому гра робить великий акцент на онлайновому мультиплеєрі, зосереджуючись на змаганнях у різних зимових спортивних завданнях з іншими гравцями в режимі онлайн.
Після виходу гра отримала змішані та середні відгуки. Хоча оглядачі в загальному похвалили графіку, величезний відкритий світ та приємний геймплей, вони також вказали на відсутність напрямку та загального обсягу, в той час як критика була спрямована на те, що перебування в онлайн є обов'язковим для більшої частини гри.

## Ігровий процес

Скриншот гри Steеp з демонстрацією виконання трюку захоплення в змаганнях зі сноуборду.

Steep - це багатокористувацька онлайнова відеогра з екстремальних спортивних ігор, основні дії якої відбуваються у відкритому ігровому середовищі представленими гірськими Альпами, які гравці можуть вільно досліджувати.  Пізніше, контент завантаження (DLC), додав у гру  Деналі (раніше відомі як Мак Кінлі), а також японські та корейські гірські масиви. Корея представлена місцем проведення Зимових Олімпійських ігор 2018 року в окрузі Пхьончхан.  У гру можна грати як від першої особи, так і від третьої. Відеогра також використовує під час змагань кути камери для огляду, схожі на ракурси GoPro (в рамках спонсорської угоди між видавцями та компанією з виробництва відеокамер).  Чотири основні види дисциплін, доступні у грі, це катання на лижах, костюм-крило, сноуборд та парапланеризм.  З пізнішим контентом завантаження також були додані польоти на реактивному костюмі-крило, катання на санках, бейс-джампінг та спідглайдинг.  Гравці можуть перемикатися між цими дисциплінами за допомогою колеса меню гри.
Steep - це гра орієнтована на доступ до мережі інтернет, в якій всі гравці поділяють один і той же ігровий світ, займаючись одночасно різними видами спорту.  Гравці можуть зустрічатися один з одним, якщо ця опція не вимкнена в налаштуваннях.  Щоб швидко орієнтуватися в ігровому світі, гравці можуть використовувати режим "вид згори", який показує різні "зони доступу" на ігровій мапі. Ці зони доступу служать швидкими точками переміщень, що дозволяють гравцям дістатися до різних частин світу гри, не вимагаючи від них долати цю відстань в інший спосіб. Існують різні приховані траси, виклики та області, які можна знайти та розблокувати шляхом вивчення світу.  Для цього гравці оснащені біноклем, за допомогою якого можна відкривати нові місця. 
В грі наявна система трюків, що дозволяє гравцям виконувати спеціальні маневри, такі як обертання і захоплення під час катання на лижах або сноуборді. За виконання трюків гравці отримують бали.  Якщо гравець відмінно виступає в гонці, то отримує в нагороду відповідну медаль. Коли гравець падає під час виконання завдання, то може негайно спробувати пройти його ще раз  та переглянути кількість перевантаження (g-Force), яке його персонаж зазнав під час невдачі.  Коли гравці рухаються ігровою мапою – їх шлях автоматично записується і його можна переглянути, якщо перейти в гірський режим. Також гравці можуть робити скріншоти та переглядати інформацію про власні досягнення.  Цими записами можна ділитися з ігровою спільнотою та різноманітними соціальними мережами. Гравці можуть встановлювати мітки та ділитися своїм пройденим шляхом як викликом для інших гравців.  Взагалі, існує шість типів стилю гри, починаючи від перегонів і закінчуючи дослідженнями. Steep пропонує нелінійну історію, яка стоїть за обраними персонажами гравця, що прагнуть стати легендою зимових та екстремальних видів спорту. Щоб досягти звання "Найбільша легенда", герої повинні отримати легендарні статуси у всіх шести дисциплінах, що пропонує гра.  З пізнішими DLC гравці  можуть отримати доступ до Зимових X Games  та взяти участь у заході під назвою "Winterfest", де вони повинні подолати костюмованих супротивників, щоб врешті бути коронованим "Королем зими". "Дорога до Олімпіади" представила нову сюжетну кампанію, в якій ігровий персонаж, як спортсмен-початківець зимових видів спорту, повинен завершити низку змагань, щоб отримати право на Олімпійські ігри 2018 року та стати першим спортсменом, який виграв золоті медалі у всіх трьох дисциплінах фрістайлу: біг-ейр, слоупстайл та хаф-пайп. 

## Розробка

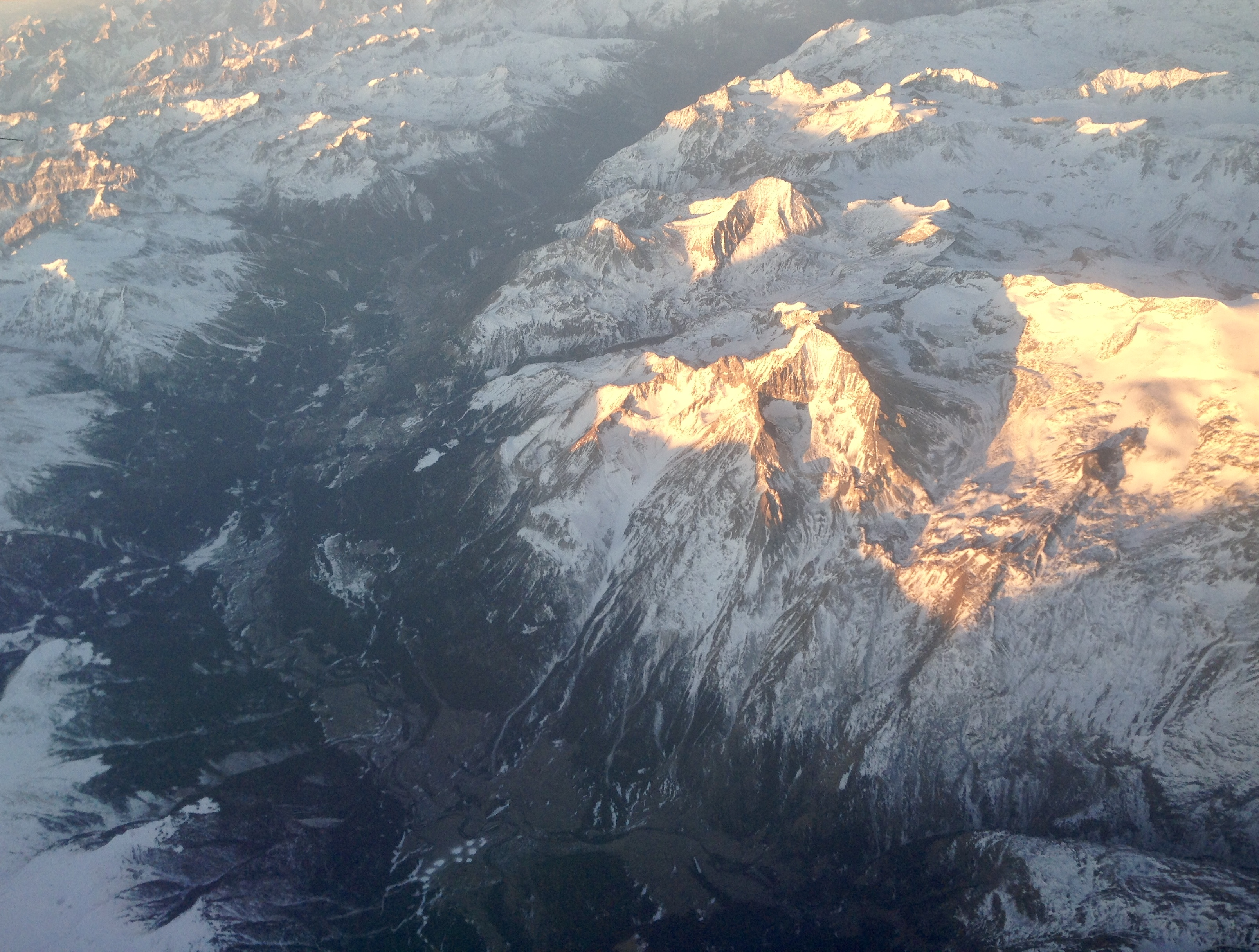
Вид з повітря на альпійську долину Морьєн у Франції.

Гра була розроблена французькою студією Ubisoft Annecy, яка раніше працювала над багатокористувацькими режимами франшизи Assassin's Creed і франшизою Tom Clancy's Splinter Cell, а також допомагала в розробці Tom Clancy's The Division. Гра також стала спільною розробкою між студіями Ubisoft в Києві та Монтпельє.  Steep стала першою створеною ними оригінальною грою.  Розробка Steep була розпочата наприкінці 2013 року.  На основний концепт гри вплинула безпосередня близькість розробників до Альп та інша гра від Ubisoft - Tom Clancy's Ghost Recon Wildlands, чий великий відкритий світ змусив розробників Ubisoft Paris запровадити такі транспортні методи як парапланеризм. Крім цього, на дизайн гри вплинула серія Trials.  Спочатку Ubisoft  не був переконаний у цій концепції команди розробників, але пізніше вони дали зелене світло розвитку проекту, головним чином завдяки величезній популярності відео з екстремальними видами спорту, що ширились на популярному відеохостингу YouTube.  Розробники також були натхнені поновленням інтересу до гри зі скейтбордингу Skate 3, після того, як вона була популяризована за допомогою летсплеїв ютуберами та іншими.  За словами Ігора Мансо (Igor Monceau), директора гри, команда представила проект Ubisoft, оскільки вони вважали, що онлайн-структура гри та відкритий світ є новими елементами для спортивного жанру. 
Мансо стверджував, що ця гра - це "пристрасний проект" і "природний прогрес" для студії , і що вона була розроблена так, щоб бути доступною для новачків і складною для шанувальників жанру.  Колектив співпрацював з індустрією екшн-спорту та консультувався з кількома професійними лижниками й спортсменами з екстремальних видів спорту та експертами, такими як Луї Ейкінс (Louis Aikins), Кевін Роллан (Kevin Rolland), Семмі Любке ( Sammy Luebke) та Гораціо Льоренс (Horacio Llorens).  Однак одна з професійних лижниць, Матільда Рапапорт, загинула під час зйомки рекламного відео до гри в Фареллонесі, що знаходиться в Чилі, через раптовий схід лавини. 
У лютому 2016 року Ubisoft оголосив про спрямування ігор у бюджетному 2017 році на "орієнтовано- багатокористувацьке" , і описав ІР як "проект з високим потенціалом" і великим акцентом на онлайні.  Трейлер гри та її демонстраційну версію було представлено на виставці Electronic Entertainment Expo в 2016 році в якості завершального акту прес-конференції Ubisoft.  Відкрита бета-версія повинна була з’явитися до офіційного запуску гри.  А сам реліз Steep відбувся 2 грудня 2016 року для платформ під управлінням Microsoft Windows, PlayStation 4 та Xbox One.  Незабаром, після виходу гри, був представлений новий регіон Аляска в якості безкоштовного оновлення. 
12 січня 2017 року була оголошена версія гри під Nintendo Switch , проте, 9 серпня 2018 року офіційний Steep Twitter заявив про припинення розробки гри для порту Nintendo Switch, щоб зосередитись на перенесенні нового контенту до інших платформ. 
У січні 2019 року Steep стала доступною безкоштовно для користувачів PlayStation Plus , а з 16 по 21 травня того ж року безкоштовно розповсюджувалась для користувачів Uplay на ПК. 

### Додаткові розширення і контент завантаження
Гра була підтримана сезонним абонементом (season pass) протягом першого року випуску. Сезонний абонемент містив контент завантаження Winterfest , що додавав змагання на санках та нові завдання; Extreme Pack, що додав спідглайдинг, бейс-джампінг та реактивне костюм-крило, а також Adrenaline Pack, що додав нічні заїзди та новий гардероб. У червні, під час E3 2017, Ubisoft оголосила, що 5 грудня 2017 року з’явиться розширення про зимові Олімпійські ігри Steep: Road to the Olympics.  Розширення містило нові гірські масиви в Кореї та Японії й дозволило гравцеві взяти участь у Зимових Олімпійських іграх 2018 року.  На третій рік після виходу гри з’явилась можливість придбати "X Games Pass", що містив DLC Rocket Wings, який додав ще більше змагань у реактивному костюмі-крило, DLC 90-ті, який додав одяг в стилізований під 90-ті роки, а також однойменний X Games DLC, що дозволяє гравцеві брати участь у змаганнях Winter X Games.

## Відгуки
| Агрегатор  | Оцінка                                    |
| ---------- | ----------------------------------------- |
| Metacritic | (PC)72/100 (PS4) = 71/100 (XONE) = 72/100 |

| Видання                   | Оцінка |
| ------------------------- | ------ |
| Edge                      | 7/10   |
| Electronic Gaming Monthly | 7/10   |
| Game Informer             | 8.5/10 |
| GameRevolution            | [ 40 ] |
| GameSpot                  | 7/10   |
| GamesRadar+               | [ 42 ] |
| IGN                       | 7.9/10 |

| Видання | Оцінка |
| ------- | ------ |
| PlayUA  | 78/100 |

Steep отримав "в загальному середні" відгуки, згідно з агрегатором оглядів відеоігор Metacritic.    Хоча оглядачі загалом похвалили величезний відкритий світ гри та приємний ігровий процес, проте відзначили її недостатню спрямованість та загальний обсяг, а також критикували її за вимогу постійного підключення до мережі.
Меттью Като (Matthew Kato) з Game Informer нагородив гру позитивною рецензією. Спочатку він задавався питанням, чи орієнтована гра виключно на екстремальні види спорту та широкий відкритий світ, що захопить гравців; і в решті, пересвідчився, що Steep – дуже привабливий своїм відкритим світом, геймплеєм та атмосферою.  Він назвав "обсяг завдань [...] захопливим, як і масштаб його відкритого світу", але особливо був задоволений тим, наскільки добре був пророблений світ для задоволення кожної дисципліни, через що процес взаємодії зі світом був таким що "захоплює дух і є вимогливим".  Він зазначив, що система трюків була спрямована на доступність і, таким чином, не створювала відчуття, подібного до серії відеоігор Tony Hawk. Ті-Джей Хафер (TJ Hafer) з IGN також позитивно оцінив гру в цих аспектах, описуючи світ Steep як "один із найрізноманітніших та візуально цікавих відкритих світів" у відеоіграх. Він назвав фізику гри "задовольняючою" і зазначив, що їм вдалося знайти баланс між реалістичним і аркадним підходами. На відміну від інших критиків, він виявив, що відкрита концепція гри працює добре. Він похвалив гру за її добре виконане управління, яке він назвав "напруженим, захопливим, а часом [...] шаленим".  Крім того, він похвалив відкритий світ гри, який він назвав "чудовим" та навіть "просто вражаюче величезним", з його "грандіозним, привабливим середовищем". 
Рей Кастільо (Ray Castillo)з видання EGM дав грі середню оцінку і був більш критичним. Він також похвалив Ubisoft Annecy за графіку і дизайн світу гри, заявивши, що "гра виглядає чудово, і кожен схил гори має свій характер".  Крім того, він зазначив, що варіанти налаштувань для різних персонажів дуже багаті. Однак він критично ставився до ігрової мапи та структурних об’єктів, заявивши, що мапа відкривається занадто рано і є перекрученою, в той час як пропозиція завдань є заплутаною, і вони, здається, не розроблені для того, щоб привести гравця до кінцевої мети через постійний прогрес. Це привело його до висновку, що грі бракує напряму. Він назвав той факт, що в гра має бути постійно підключена до Інтернету, щоб грати – "не припустимим". В решті він зробив висновок, що в той час як у грі було "в цілому багато добрих ідей", все виглядало "більше як те, що засмучує, аніж веселить".  Аналогічно, Хафер зазначив, що шлях парапланеризму був найменш цікавим із чотирьох початкових стилів гри, але якщо гравець хотів завершити гру, він був змушений виконувати завдання цієї дисципліни. Крім того, він вказав на відсутність можливості збільшити характеристики ігрового персонажа, як це прийнято в більшості класичних ігор з екстремальних видів спорту. 
В огляді українського видання PlayUA критика торкається загальної проблеми нерозуміння головного поклику гри, яка дає "...відчуття, що усю розробку розробники не мали якоїсь цілісної ідеї і не знали на чому сконцентруватись". Саме тому цю гру вони віднесли до розряду експериментальних. 

### Додаткові розширення
Додаткові розширення також не оминула критика. Контент завантаження The Road to the Olympics зазнала критики від Като за те, що мало чого дала. І хоч він насолоджувався японськими гірськими хребтами, проте дуже критично ставився до нового режиму гри і корейської гори. Він зазначив, що режим "нерішуче намагається поставити власну олімпійську драму", не передаючи олімпійського досвіду.  Рішення про включення в цю історію лише дисциплін вільного стилю, повністю виключало такі гірськолижні змагання, як  гігантський або супер-гігантський слалом. Він поставив під сумнів рішення про включення гірських хребтів Кореї, де проходила Олімпіада, але не зробити їх доступними для фрірайду. Загалом, він зазначив, що розширення "обмежує те найкраще, що є у Steep, натомість мало що пропонуючи в обмін" . Кріс Шив (Chris Shive) з Hardcore Gamer менш критично відносився до розширення, називаючи новий режим історії "цілеспрямованим оповіданням, якого так бажали геймери", зазначаючи при цьому приголомшливі візуальні ефекти гри, особливо в японських горах.
Мішель Соллаццо (Michele Sollazzo) з Eurogamer описав X Games Pass як завершення розробки гри, приведення її до остаточної форми. Крім того, він зазначив, що розширення забезпечує гарний контраст з попереднім розширенням "Дорога до Олімпіади", оскільки воно зосереджується більше саме на екстремальних видах спорту. Також він вказав на те, що розширення X Games є коротким, але визнав змагання досить складними.  Стефан Стуурсма (Stefan Stuursma) з XGN також помітив складність викликів X Games і відчув, що нові завдання додали грі глибини. Однак він критикував Ubisoft за те, що вони не додали нову область та загально невелику кількість вмісту в новому пакеті DLC. 